# メチ県
座標: 北緯27度10分 東経87度55分 / 北緯27.167度 東経87.917度

メチ県の位置

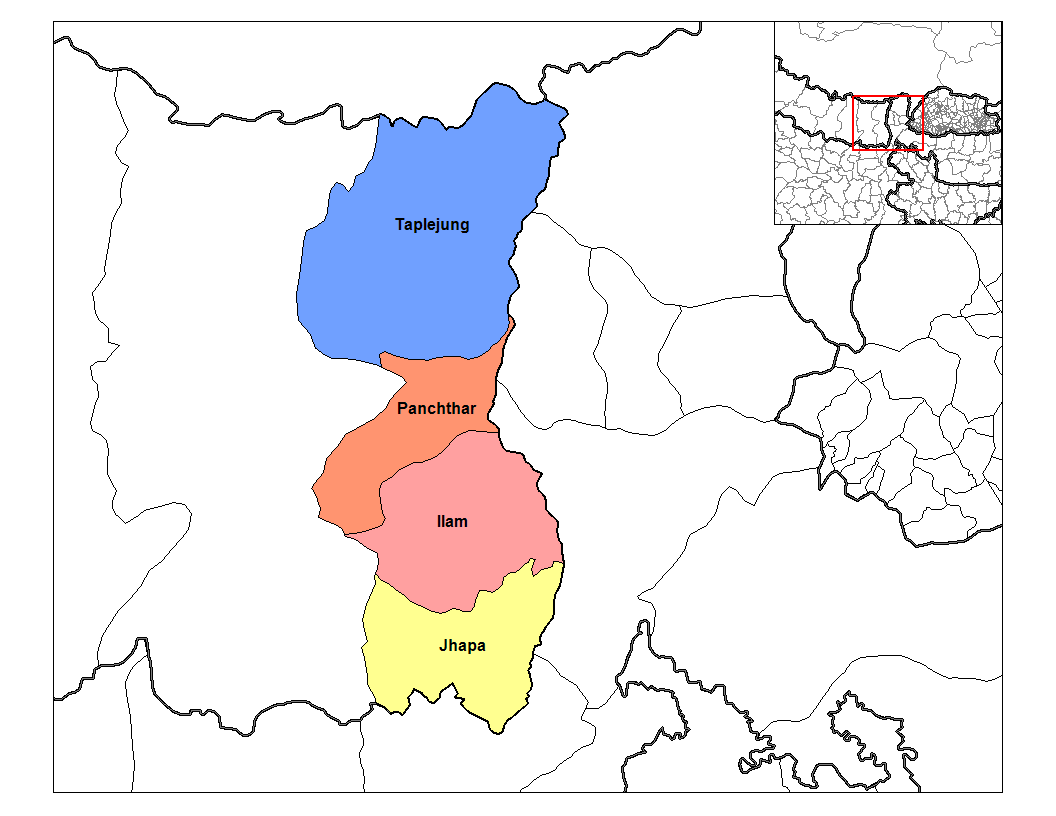
県内の4郡
■タプレジュン郡、■パンチタル郡、■イラム郡、■ジャパ郡

メチ県（ネパール語: मेची अञ्चल Listen）とは、ネパール東部開発区域に属する県である。県都はイラム、最大都市はダマクで、4郡からなる。住民の大部分はリンブー人やライ人である。
| 郡             | 郡庁所在地     |
| -------------- | -------------- |
| イラーム郡     | イラーム       |
| ジャパ郡       | チャンドラガリ |
| パンチタル郡   | フィディム     |
| タプレジュン郡 | タプレジュン   |